# Учёт готовой продукции
Учёт готовой продукции — учёт движения готовой продукции на складах, её выпуска, отгрузки и реализации.

## Определение
Согласно БСЭ учёт готовой продукции — это учёт движения готовой продукции на складах, её выпуска, отгрузки и реализации. Где готовая продукция — это продукция, соответствующая утвержденным стандартам или техническим условиям и принятая отделом технического контроля.
Задачи учёта готовой продукции — это контроль за выполнением договорных обязательств предприятия перед потребителями продукции, за своевременностью расчётов с покупателями, соблюдением норм запасов готовой продукции и сметы расходов по сбыту.

## Бухгалтерский учёт готовой продукции в России
В бухгалтерском учёте готовая продукция учитывается:
- по отпускным ценам; или
- по плановой себестоимости с обособленным учётом разницы между отпускными ценами и фактической себестоимостью; или
- по фактической себестоимости.

В бухгалтерском балансе остатки готовой продукции учитываются по фактической себестоимости. Готовая продукция, поступающая на склад, оформляется приёмо-сдаточными накладными. При этом дебетуется счёт готовой продукции и кредитуется счёт основного производства (в течение месяца по учётным ценам, а по окончании корректируются до фактической себестоимости). На складах готовая продукция учитывается материально-ответственными лицами по количеству на карточках складского учёта.
На основании договоров оформляются документы на отгрузку (накладные, счет-фактуры и другие). Моментом реализации считается переход право собственности на готовую продукцию от продавца к покупателю. До перехода права собственности отгруженная продукция относится на счёт товаров отгруженных. При поступлении платежа дебетуется счёт расчётного счёта и кредитуется счёт контрагента. На счёте реализации учитывается себестоимость реализованной продукции (с кредита счёта готовой продукции), внепроизводственные расходы (расходы по сбыту со счёта внепроизводственных расходов). Здесь же учитывается налог с оборота (с кредита счёта расчётов с бюджетом). Дебетовый оборот счёта реализации отражает полную себестоимость реализованной продукции и налог с оборота, а кредитовый оборот — отпускную стоимость той же продукции. Разность между этими оборотами даёт финансовый результат (прибыль или убыток), который по окончании месяца списывается на счёт прибылей и убытков (прибыль в кредит счета, убыток в дебет счета).